# Madonna Martello
La Madonna Martello è un dipinto a tempera e oro su tavola (67x46 cm) di Paolo Uccello, databile al 1420 circa e conservato nella collezione Martello di Fiesole.

## Storia
L'opera è di recente attribuzione all'artista ed è stata collocata agli esordi del suo catalogo, poco dopo l'uscita dalla bottega del Ghiberti e l'avvio della pratica come maestro autonomo.

## Descrizione e stile
In uno schema tipicamente tardogotico, fatto da una Madonna a mezza figura su fondo oro che regge il Bambino senza alcuno sforzo, il pittore sembra voler inserire alcune innovazioni, con una luce più intensa che fa stagliare più fortemente i volumi tondeggianti dei volti e del tenero corpicino del Bambino. Alla staticità della Madonna, l'artista contrappose un senso di movimento del mantello con una sinuosa piega sotto Gesù, derivata dall'esempio della scuola ghibertiana e di Gentile da Fabriano, e una certa vispezza del Bambino che sembra preannunciare, in nuce, l'irrequieta Madonna di Dublino. L'incatenarsi di Madre e figlio nell'incrocio tra le gambe e le mani, così come la posa sciolta e confidenziale del Bambino che tende le braccia a semicerchio attorno al collo della madre, derivano dai migliori esempi trecenteschi, come le Madonne di Ambrogio Lorenzetti. Come nella Madonna di Ognissanti di Giotto, il Bambino dischiude poi impercettibilmente la bocca, rivelando appena i dentini, con un'espressione vispa e paffuta che risente forse dei primi lavori di Donatello e che non è escluso possa aver interessato (se davvero sia da datare ai primi anni venti e non dopo) anche il giovane Masaccio. La rotazione del volto del Bambino è stimolata da un uccellino, grande come una farfalla, di cui è rimasta la sola silhouette a destra. Si tratta probabilmente di un richiamo al cardellino che simboleggia la Passione.